# Ochtendung
Ochtendung est une municipalité du Verbandsgemeinde Maifeld, dans l'arrondissement de Mayen-Coblence, en Rhénanie-Palatinat, dans l'ouest de l'Allemagne.

## Illustrations

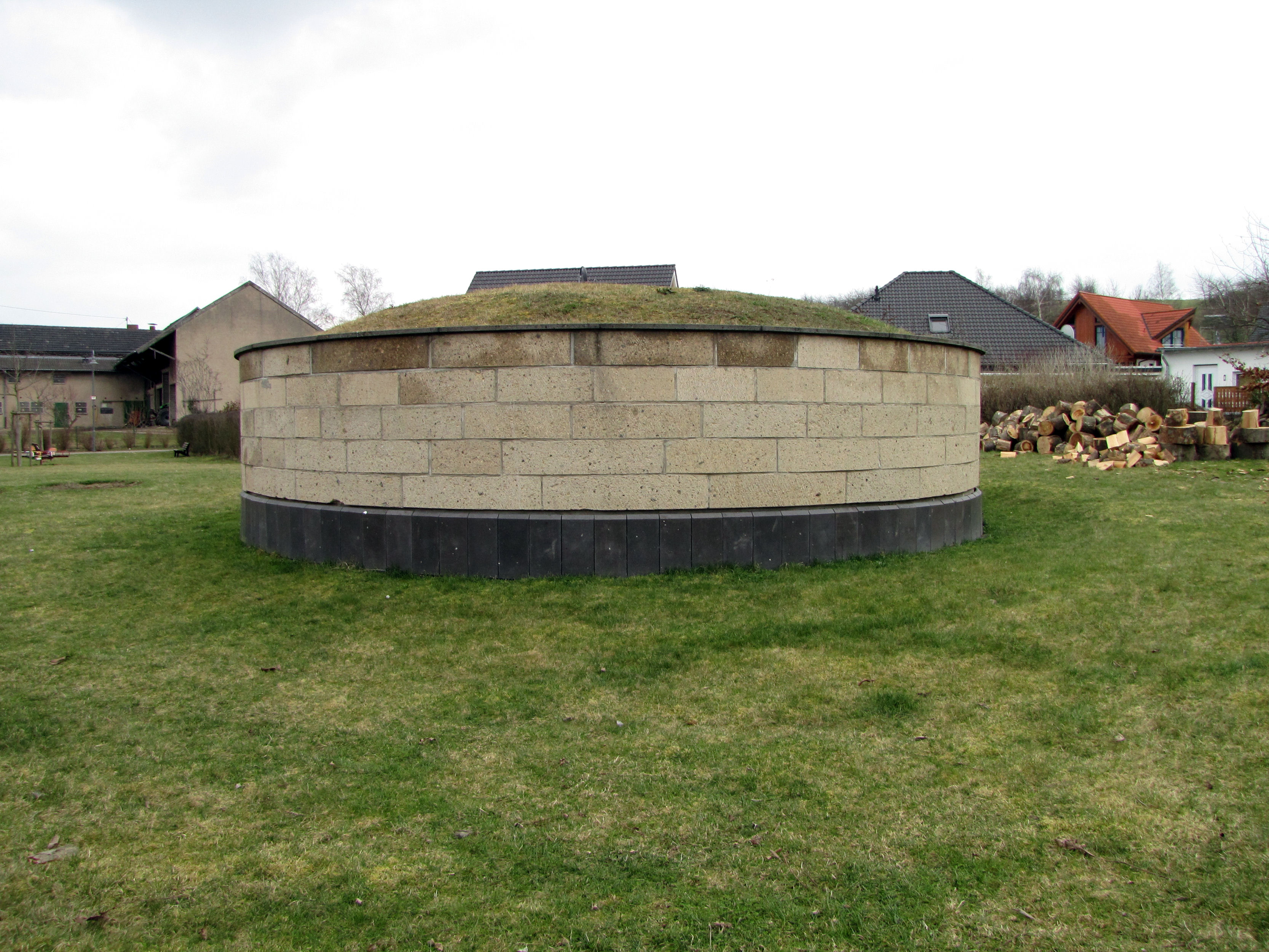
Tumulus d'Ochtendung